# Bloodlines (album)
Bloodlines is een studioalbum van Spirits Burning en Bridget Wishart. Spirits Burning is een muzikaal collectief, dat nogal eens van samenstelling verandert. Centrale man is Don Falcone, die meestentijds de albums ook produceert. Voor dit album is een hele batterij musici aangetrokken van allerlei bekend en onbekend allooi. De muziek heeft daarbij veel weg van jaren ’80 muziek.

## Musici
- Daevid Allen (bekendste bands Gong, Soft Machine)– gitaar (lage stemming) 4, zang 4, gitaar 5, 10, synthesizer 14
- Karen Anderson (Mooch, Blue Lily Commission)- gitaar 8, percussie 12
- Harvey Bainbridge (Hawkwind)- synthesizers 4, 6, 7
- Steve Bemand (Star Nation, Hawkwind)- gitaar 11, 15
- Louis Bialik- achtergrondzang 15
- Michael Clare (University of Errors)- basgitaar 2, 8
- Claire Grainger- achtergrondzang 2
- Alan Davey (Hawkwind, Star Nation, Bedouin)- synthesizers 3
- Sarah Evans - achtergrondzang  2
- Detlev Everling- hoorn 1, 14
- Renate Everling- contrabas 9, 14
- David Falcone- gitaar 12
- Don Falcone (Melting Euphoria)- toetsinstrumenten, alle tracks
- Frank Hensel- gitaar 8
- Keith Hill- gitaar 5
- Simon House (Hawkwind, Thomas Dolby, Japan)- viool 7
- Jerry Jeter- akoestische gitaar 6, stemmen 11, 13
- Gitta Mackay- achtergrondzang 1, 8
- Toby Marks (Banco de Gaia)- basgitaar 5
- Mac McIntyre- basgitaar 12
- Sindiswe Mhlanga- achtergrondzang 4
- Jasper Pattison- basgitaar 1, 7, 15
- Martin Plumley- gitaar 2, 9
- Nic Potter (Van der Graaf Generator)- basgitaar 6
- Purjah- dwarsfluit, klarinet 2; allerlei 10, 13
- Jay Radford (University of Errors)- (ritme)gitaar 4, 7
- Teed Rockwell - Warrgitaar 10
- Trey Sabatelli (Todd Rundgren)- percussie 2, 5, 7
- Karl E.H. Seigfried- basgitaar 10
- Scotty Smith- percussie 6, 13
- Steve Swindells (Hawkwind, Pilot- toetsinstrumenten 5
- Bridget Wishart (Hawkwind, Star Nation, Mooch)- zang alle tracks
- Max Wynter- trompet 11

## Tracklist
De componisten, genoemd bij de tracks, gaven de aanzet; aanvullingen werden tijdens de opnamen door de andere musici aangedragen.

| Nr. | Titel                                                                         | Duur |
| --- | ----------------------------------------------------------------------------- | ---- |
| 1.  | Eye of the day (Falcone, Wishart)                                             | 4:58 |
| 2.  | Cleopatra (Wishart, Pleumley)                                                 | 5:24 |
| 3.  | Midas touch (Davey, Wishart, Falcone)                                         | 5:01 |
| 4.  | Chaminuka (Falcone, Wishart)                                                  | 3:37 |
| 5.  | Rocket to the end of the line (Allen,Falcone, Hill,marks, Swindells, Wishart) | 6:59 |
| 6.  | Heavens side (Falcone, Wishart)                                               | 2:53 |
| 7.  | Czaritsa (Wishart, Falcone, House, Seigfried)                                 | 4:27 |
| 8.  | Queen of ghosts (Falcone, Pattison, Radford, Sabatelli, Wishart)              | 4:20 |
| 9.  | Goldmine (Folcone, Anderson, Clare, Hensel, Mackay, Wishart)                  | 3:22 |
| 10. | Follow me (Wishart, Plumley)                                                  | 4:04 |
| 11. | Mistress of the age (Allen, Falcone, Rockwell, Seigfried, Wishart)            | 5:58 |
| 12. | Mother of the dragon (Falcone, Wishart)                                       | 5:55 |
| 13. | Lady Jane (Wishart)                                                           | 6:27 |
| 14. | Holding hands (Falcone, Wishart)                                              | 5:13 |
| 15. | Silene’s light (Falcone, Wishart)                                             | 5:32 |